# 1857 in Zwitserland
Dit artikel beschrijft het verloop van 1857 in Zwitserland.

## Ambtsbekleders
De Bondsraad was in 1857 samengesteld als volgt:
| Naam | Naam                         | Partij    | Kanton       | Functie                                                                       |
| ---- | ---------------------------- | --------- | ------------ | ----------------------------------------------------------------------------- |
|      | Constant Fornerod            | radicalen | Vaud         | Bondspresident in 1857, hoofd van het Departement van Politieke Zaken         |
|      | Jonas Furrer                 | radicalen | Zürich       | Vicebondspresident in 1857, hoofd van het Departement van Justitie en Politie |
|      | Stefano Franscini            | radicalen | Ticino       | Hoofd van het Departement van Binnenlandse Zaken (tot 19 juli 1857)           |
|      | Friedrich Frey-Herosé        | radicalen | Aargau       | Hoofd van het Departement van Militaire Zaken                                 |
|      | Melchior Josef Martin Knüsel | radicalen | Luzern       | Hoofd van het Departement van Handel en Douane                                |
|      | Wilhelm Matthias Naeff       | radicalen | Sankt Gallen | Hoofd van het Departement van Posterijen en Constructie                       |
|      | Jakob Stämpfli               | radicalen | Bern         | Hoofd van het Departement van Financiën                                       |
|      | Giovanni Battista Pioda      | radicalen | Ticino       | Hoofd van het Departement van Binnenlandse Zaken (vanaf 30 juli 1857)         |

De Bondsvergadering werd voorgezeten door:
| Naam | Naam                 | Partij       | Kanton       | Functie                                                           |
| ---- | -------------------- | ------------ | ------------ | ----------------------------------------------------------------- |
|      | Alfred Escher        | radicalen    | Vaud         | Voorzitter van de Nationale Raad (tot 12 juni 1857)               |
|      | Paul Migy            | radicalen    | Bern         | Voorzitter van de Nationale Raad (van 6 juli tot 5 augustus 1857) |
|      | Augustin Keller      | radicalen    | Aargau       | Voorzitter van de Nationale Raad (7 tot 23 december 1857)         |
|      | François Briatte     | radicalen    | Vaud         | Voorzitter van de Kantonsraad (tot 12 juni 1857)                  |
|      | Johann Baptist Weder | radicalen    | Sankt Gallen | Voorzitter van de Kantonsraad (6 juli tot 5 augustus 1857)        |
|      | August Stähelin      | juste milieu | Bazel-Stad   | Voorzitter van de Kantonsraad (7 tot 23 december 1857)            |

## Gebeurtenissen

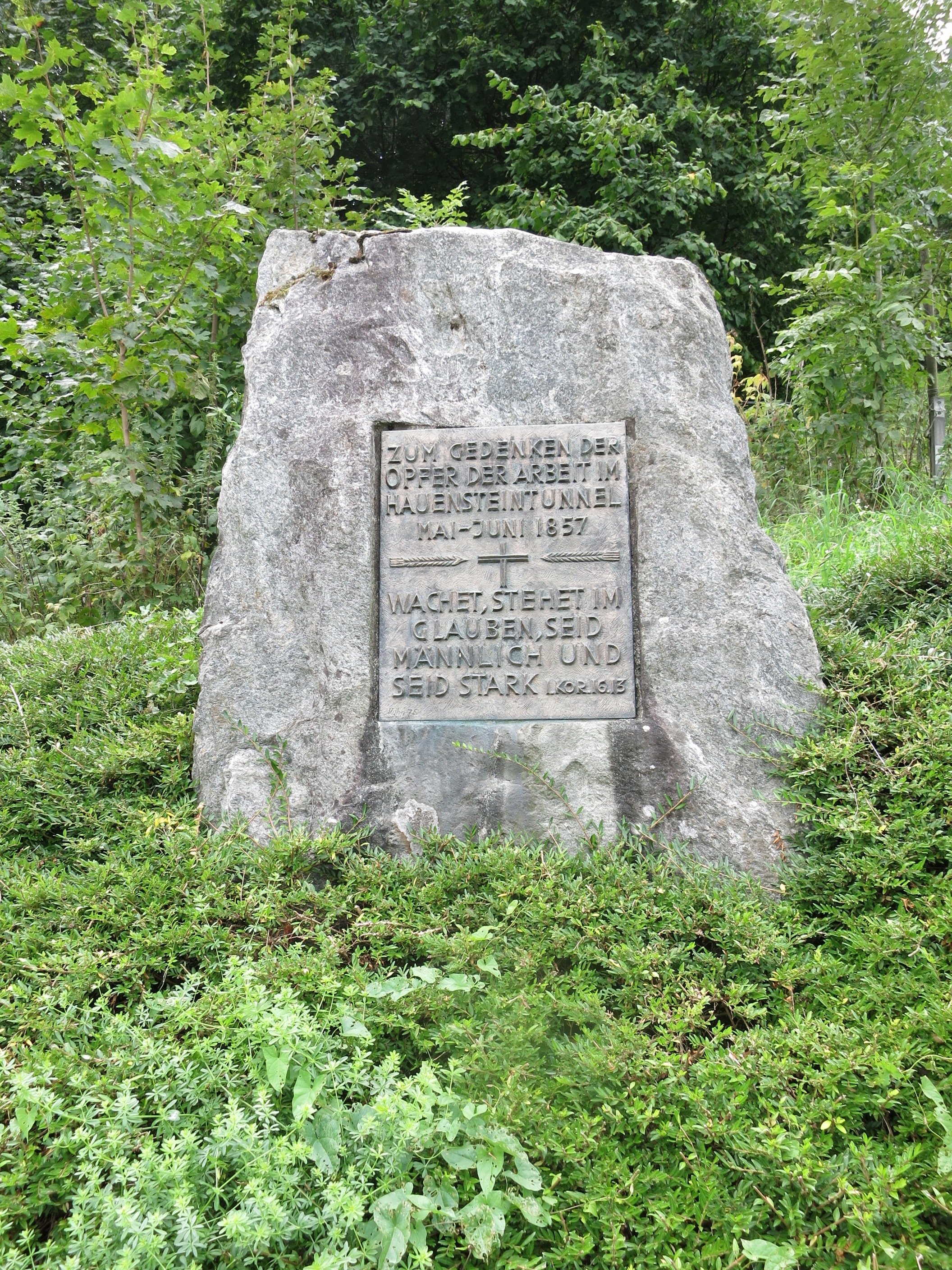
Monument voor de 63 mensen die omkwamen bij het ongeluk in de Hauenstein-Scheiteltunnel op 28 mei 1857.

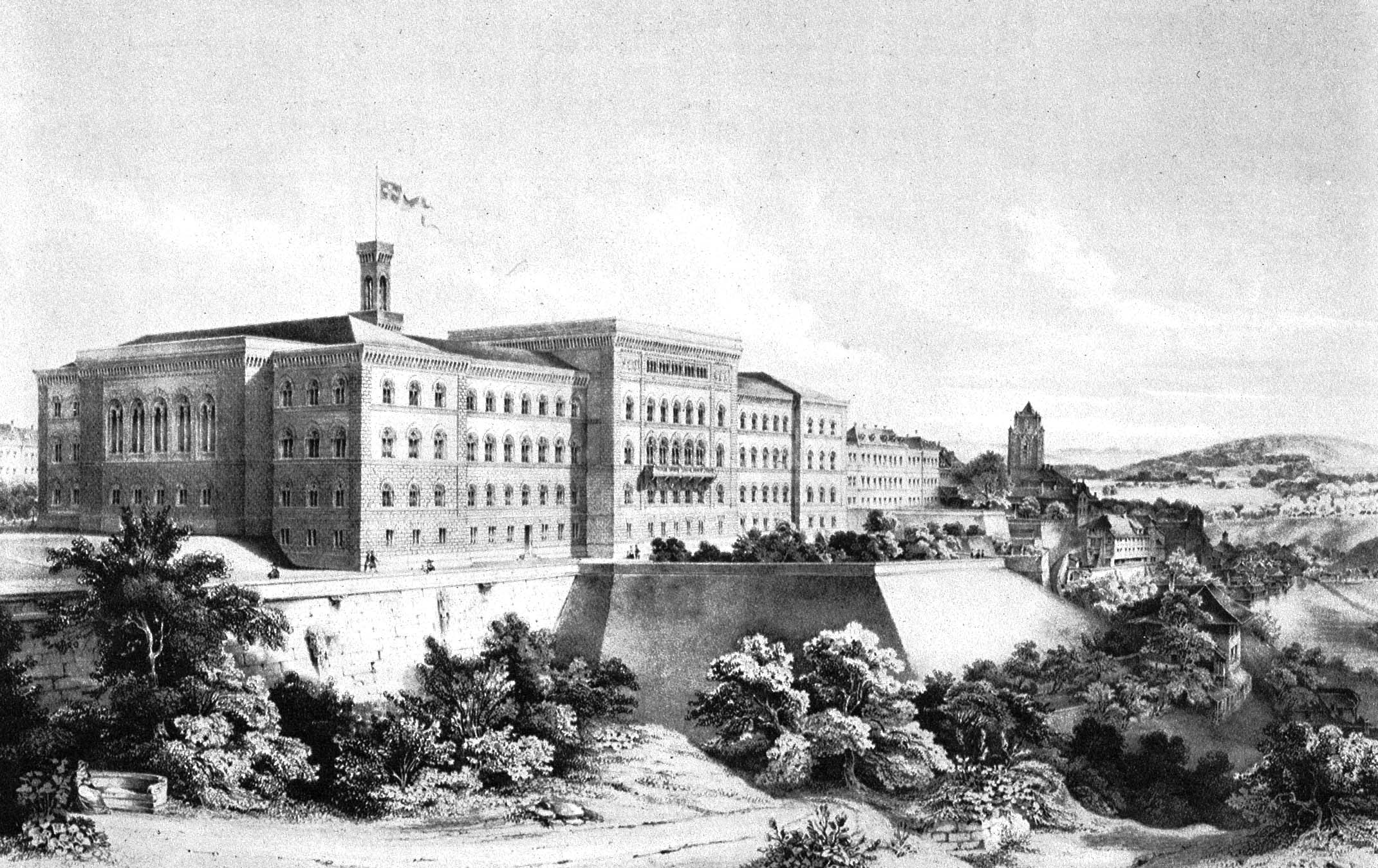
Het in 1857 geopende Bundes-Rathaus, de huidige westelijke vleugel van het Federaal Paleis.

- De Duitse scheikundige Hugo Schiff verlaat zijn thuisland vanwege politieke turbulenties en vestigt zich in Zwitserland. Hij zou later naar Italië verhuizen. In zijn tijd in Zwitserland is Schiff verbonden aan de Universiteit van Bern.

### Januari
- 2 januari: Vanwege de oplopende spanningen met Pruisen worden 150.000 Zwitserse manschappen gemobiliseerd.

### April
- 16 april: De spoorlijn Winterthur - Schaffhausen, de Rheinfallbahn, wordt ingehuldigd. De spoorlijn wordt uitgebaat door de Schweizerischen Nordostbahn.

### Mei
- 1 mei: De private spoorwegmaatschappijen Glatthalbahn, de Schweizerische Südostbahn en de St. Gallisch-Appenzellische Eisenbahn fuseren tot Vereinigte Schweizerbahnen.
- 26 mei: In Parijs ondertekenen Zwitserland en de Europese grootmachten het Verdrag van Parijs, waarbij de Pruisische koning Frederik Willem IV van Pruisen afstand doet van zijn rechten over het kanton Neuchâtel. Met dit verdrag komt er een einde aan de Neuchâtelcrisis en de spanningen tussen Pruisen en Zwitserland die waren ontstaan na de mislukte monarchistische staatsgreep in Neuchâtel in 1856.
- 28 mei: Bij het ongeluk in de Hauenstein-Scheiteltunnel vindt er in deze tunnel in aanbouw in het kanton Solothurn een brand en een gedeeltelijke instorting plaats. Hierbij geraken 52 arbeiders ingesloten. Bij de mislukte reddingsoperatie die volgt, laten elf reddingswerkers het leven. In totaal komen 63 mensen om bij de ramp.

### Juni
- 5 juni: In Bern vindt de opening plaats van het Bundes-Rathaus. In 1902 zou dit gebouw de westelijke vleugel worden van het onder leiding van architect Hans Auer verruimde Federaal Paleis.
- 16 juni: Met de opening van het trajectdeel van Herzogenbuchsee over Burgdorf en Zollikofen tot in Bern-Wylerfeld is ook de bondsstad Bern voortaan aangesloten op het Zwitserse spoorwegennet. De treinen houden voorlopig echter nog halt in de buitenwijk Wylerfeld en nog niet in het stadscentrum.

### Juli
- 2 juli: De nieuwe Compagnie du Chemin de fer du Jura Industriel neemt een spoorlijn tussen La Chaux-de-Fonds en Le Locle in gebruik, een onderdeel van de latere spoorlijn Neuchâtel - Morteau. Het station van La Chaux-de-Fonds wordt eveneens in gebruik genomen.
- 15 juli: Alfred de Chambrier richt het dagblad Courrier de Neuchâtel op.
- 19 juli: In Bern overlijdt zittend Bondsraadslid Stefano Franscini. In afwachting van de verkiezing van een opvolger bestaat de Bondsraad tijdelijk uit zes leden.
- 30 juli: Bij de Bondsraadsverkiezingen van juli 1857 wordt Giovanni Battista Pioda uit het kanton Ticino verkozen als opvolger van de op 19 juli overleden Stefano Franscini. Pioda neemt het Departement van Binnenlandse Zaken over van zijn overleden voorganger.

### Oktober
- 4 oktober: De Onze-Lieve-Vrouwebasiliek van Genève wordt ingehuldigd.
- 12 oktober: Tussen Zürich en Brugg (kanton Aargau) rijdt er voor het eerst een postwagon over de Zwitserse spoorwegen.
- 28 oktober: Bij de Zwitserse parlementsverkiezingen van 1857 blijven de linkse radicalen de grootste partij in de Nationale Raad.

### November
- In La Tène, in de gemeente Marin-Epagnier (kanton Neuchâtel) aan de noordkant van het Meer van Neuchâtel, ontdekt Hansli Kopp archeologische resten uit de prehistorie. Later zouden geschiedkundigen de La Tène-periode vernoemen naar deze vondst.

### December
- 7 december: De vernieuwde Nationale Raad komt voor het eerst samen na de federale verkiezingen in oktober.
- 9 december: Bij de Bondsraadsverkiezingen van 1857 wordt de voltallige zittende Bondsraad herverkozen.
- 10 december: Jonas Furrer wordt verkozen tot bondspresident van Zwitserland voor het jaar 1858. Jakob Stämpfli wordt verkozen tot vicebondspresident.

## Geboren
- Heinrich Feer, botanicus (overl. 1892)
- Peter Joos, kunstschilder (overl. 1894)
- Jules Settelen, ondernemer en politicus (overl. 1907)
- 2 januari: Julius Bär, Duits-Zwitsers bankier (overl. 1922)
- 21 januari: Franz Fäh, historicus (overl. 1907)
- 22 januari: John Auguste Clerc, politicus (overl. 1898)
- 28 januari: Arnold Böcklin, kunstschilder (overl. 1932)
- 31 januari: Simon Simon, topograaf (overl. 1925)
- 2 februari: Adolf Germann, politicus (overl. 1924)
- 18 februari: Max Pestalozzi, schaker (overl. 1925)
- 26 februari: Emma Boos-Jegher, feministe (overl. 1932)
- 1 maart: Charles Fayod, kunstschilder (overl. 1932)
- 14 maart: Adolph Gottlieb Fischer, fotograaf actief in Nieuw-Zeeland (overl. 1936)
- 14 maart: Rudolf Thurneysen, taalkundige en keltoloog (overl. 1940)
- 23 maart: César Roux, chirurg (overl. 1934)
- 26 maart: Marie Brechbühl, pedagoge (overl. 1933)
- 29 maart: Édouard Rod, schrijver (overl. 1910)
- 1 april Alfred von Planta, jurist, diplomaat, industrieel en politicus (overl. 1922)
- 30 april: Eugen Bleuler, psychiater (overl. 1939)
- 19 mei: Clara von Rappard, kunstschilderes (overl. 1912)
- 30 mei: Paul Bouvier, architect (overl. 1940)
- 2 juni: Louis Mürset, jurist en spoorwegbestuurder (overl. 1921)
- 18 juni: Arthur Hoffmann, politicus en lid van de Bondsraad (overl. 1927)
- 12 juli: Amé Pictet, chemicus (overl. 1937)
- 15 juni: Moisés Santiago Bertoni, botanicus (overl. 1929)
- 15 juni: Friedrich Emil Welti, zakenman en rechtshistoricus (overl. 1940)
- 22 juni: Adolf Kiefer, wiskundige (overl. 1929)
- 27 juli: Gustav Siber, ondernemer (overl. 1924)
- 28 juli: Adolf Streckeisen, wetsdokter (overl. 1916)
- 31 juli: Ernest Chuard, politicus en lid van de Bondsraad (overl. 1942)
- 13 augustus: Henri Pittier, geograaf, bioloog en botanicus (overl. 1950)
- 20 augustus: August Bösch, beeldhouwer en medailleur (overl. 1911)
- 2 september: Emanuel Schaltegger, kunstschilder (overl. 1909)
- 2 september: Karl Stauffer-Bern, kunstschilder (overl. 1891)
- 3 september: Johann Künzle, geestelijke en publicist (overl. 1945)
- 5 september: Martin Stohler, landmeter en politicus (overl. 1910)
- 8 september: Johann Jenny, politicus (overl. 1937)
- 24 september: Jakob Robert Billeter, journalist en politicus (overl. 1917)
- 6 oktober: Robert Buser, botanicus (overl. 1931)
- 8 oktober: Filippo Franzoni, Zwitsers-Italiaans kunstschilder (overl. 1911)
- 26 oktober: Albert Brun, apotheker (overl. 1939)
- 5 november: Gottfried von Fellenberg, componist (overl. 1924)
- 10 november: Jean-Jacques François Coindet, kunstschilder (geb. 1800)
- 15 november: Louis-Ernest Prince, architect
- 16 november: Wilhelm Cloetta, taalkundige (overl. 1911)
- 20 november: Maurizio Conti, architect (overl. 1942)
- 26 november: Ferdinand de Saussure, taalkundige (overl. 1913)
- 1 december: Julius Kelterborn, architect (overl. 1915)
- 6 december: Johann Heinrich Ziegler, chemicus (overl. 1936)
- 12 december: Carl Garrè, chirurg (overl. 1928)

## Overleden
- Johann Heinrich Bleuler Jr., kunstschilder (geb. 1787)
- 15 januari: Samuel Heinrich Fröhlich, geestelijke (geb. 1803)
- 27 februari: Johann Jacob Bremi-Wolf, entomoloog (geb. 1791)
- 12 maart: Jean de Carro, arts (geb. 1770)
- 9 mei: Ludwig Berner, rechter en politicus (geb. 1794)
- 11 juni: Heinrich Brunner, ondernemer en politicus (geb. 1773)
- 23 juni: Johannes Rohner, drukker en uitgever (geb. 1810)
- 12 augustus: Heinrich Strub, rechter en politicus (geb. 1786)
- 14 augustus: Rosette Niederer-Kasthofer, lerares, pedagoge en pionier voor het meisjesonderwijs (geb. 1779)
- 23 augustus: Karl Emanuel Fahrländer, politicus (geb. 1803)
- 9 september: Rudolf Meyer, kunstschilder (geb. 1803)
- 29 september: François-Jean Moulinié, politicus (overl. 1796)
- 5 oktober: Wilhelm Theodor Streuber, filoloog en journalist (geb. 1816)
- 19 oktober: Johann Jakob Hess, jurist en politicus (geb. 1791)
- 20 november: Joseph Henri Deville, kunstschilder (geb. 1803)
- 1 december: Vincent Kehrwand, rechter en politicus (geb. 1803)
- 20 december: Franz Durrer, politicus (geb. 1790)